# Abenteuer im Land der Grizzlys
Abenteuer im Land der Grizzlys (Originaltitel: Grizzly Falls) ist ein 1999 entstandener Kinderfilm aus kanadisch-britischer Produktion, den Stewart Raffill inszenierte und der im deutschsprachigen Raum am 21. August 2000 auf Video seine Erstveröffentlichung erfuhr.

## Handlung
Der alte Harry erzählt beim Zelten in den Wäldern seinen Enkeln aus seinem Leben: Im Jahr 1913 trauert er, im Kindesalter, um seine verstorbene Mutter, während er mit seinem Vater an einer Expedition in den kanadischen Westen teilnimmt. Bislang war sein Vater als Weltenbummler unterwegs gewesen, statt sich um Harry zu kümmern; nun will er mit neuentwickelten Betäubungspfeilen mit ihm zusammen einen Grizzlybären fangen. Als eine Bärin gesichtet wird, gerät deren Gefangennahme allerdings daneben; nur ihr Nachwuchs kann erjagt werden. Die daraufhin wutentbrannte Bärenmutter entführt Harry.
Harry entdeckt bald das eigentlich sanftmütige Wesen der Bärin, der er den Namen Mizzy gibt; dazu ist sie allerdings etwas griesgrämig. Auf seiner Reise mit der Bärin gewinnt er an Selbstbewusstsein und entdeckt viele neue Seiten an sich, während sein erschöpfter und verwundeter Vater sich nicht nur körperlich durch die Wälder quält. Die Rettungsaktion, die zur Befreiung Harrys und dem Überleben seines Vaters angestrengt wurde, bringt ein Happy End.

## Kritik
„Ein psychologisch ausgerichteter Tier- und Jugendfilm, der allerdings an seinen sprunghaften Handlungen und hölzernen Dialogen krankt. Überzeugend sind die Tierszenen, die ein junges Publikum in Bann schlagen werden“, schreibt das Lexikon des internationalen Films
Maitland McDonagh äußerte sich nicht überzeugt: „Eltern, die verzweifelt auf der Suche nach sauberer Unterhaltung sind, werden hier fündig, aber das bedeutet nicht, dass der Film auch unterhaltsam ist.“